# Versifikacija
Versifikacija ili hrv. stihotvorstvo (lat. versus - redak, stih) znanost je o građenju stihova, skup pravila koja opisuju način stvaranja stihova i ostvarivanja pjesničkog ritma. U tom smislu istoznačna je terminima metrika i prozodija. Dijelom je književne teorije.
U širem smislu versifikacija označava stihotvorstvo, kovanje stihova, pretvaranje proznog teksta u stihovni.

## Podjela
Najčešće razlikujemo tri metrička sustava:
- kvantitativnu versifikaciju
- silabičku versifikaciju
- tonsku ili akcenatsku versifikaciju

Posljednja dva metrička sustava mogu se kombinirati u jedan, silabičko-akcenatski.

### Kvantitativna versifikacija
Također se naziva antičkom, klasičnom ili metričkom versifikacijom.
Razvila se u starogrčkoj poeziji, i koristila u latinskoj poeziji. Stihovi su se pjevali ili govorili na način da su se mogli razlikovati dugi i kratki slogovi. Temelj ritmičke organizacije bila je pravilna izmjena dugih i kratkih slogova, pri čemu je dugi slog trajao dvostruko duže od kratkoga. Dugi slog naziva se arza, traje dvije mòre, a označuje se znakom makrón "—". Kratki slog naziva se teza, traje jednu mòru, a označava se znakom breve "∪" .Osnovna ritmičko-melodijska jedinica naziva se akcentska stopa, i sastoji se od dvaju ili više slogova. Postoji tridesetak vrsta stopa, od kojih su najpoznatije:
- prihij  ∪ ∪
- trohej ili horej  — ∪
- jamb ∪ —
- spondej — —
- daktil — ∪ ∪
- amfibrah ∪ — ∪
- anapest ∪ ∪ —
- tribrah ∪ ∪ ∪
- molos — — —
- kretik — ∪ —
- bahkej ∪ — —
- palimbahkej — — ∪

Prema broju i vrsti stopa određivale su se vrste stihova, nazvane uglavnom prema broju stopa:
- tetrametar - stih od četiri stope
- heksametar (šestomjer) - stih od 6 stopa, tvori se od pet daktila (od kojih se prva četiri mogu zamijeniti i spondejom (peti vrlo rijetko)) i jednog spondeja ili troheja - Ilijada, Odiseja, Eneida, Metamorfoze

Heksametar se u antici često vezivao, uz pentametar, u elegijski distih. Povezivanjem stihova u veće cjeline nastajale su strofe. Najpoznatije antičke strofe su alkejska (dva jedanaesterca, deveterac i deseterac), nazvana prema pjesniku Alkeju, i sapfička (tri jedanaesterca i peterac), nazvana prema pjesnikinji Sapfi.

### Silabička versifikacija
Temelj ritmičke organizacije čini načelo nizanja stihova jednake duljine, tj. stihova s jednakim brojem slogova u svakom stihu. Ovaj se oblik versifikacije pojavljuje od srednjeg vijeka, a veže se uz pojavu književnosti na narodnim jezicima. Dužina i kratkoća u tim jezicima nemaju isto značenje i ulogu kao u starogrčkom ili latinskom jeziku. Pri ritmičkoj organizaciji stihova važno je načelo istog broja slogova u svakom stihu, i pojava cezure (stanke) u duljim stihovima. Silabička versifikacija vrste stihova razlikuje prema broju slogova i položaju cezure. Prema tome razlikujemo osmerac, deseterac, dvanaesterac, ... Važna je i rima, koja pomaže ritmičkoj organizaciji stihova.
Cezura je u antičkom pjesništvu odmor u stihu uvjetovan tehnikom daha kod pjevanja ili govorenja stihova. U modernom pjesništvu, cezura je stalna granica među riječima iza nekog sloga koja dijeli stih na manje dijelove.

### Tonska (akcenatska) versifikacija
Na temelju uvjerenja kako je za stih važna pravilnost između naglašenih i nenaglašenih slogova, stvoren je tonski sustav versifikacije, koji u obzir uzima isključivo broj i raspored naglasaka u stihu, dok broj nenaglašenih slogova može varirati.

### Akcenatsko-silabička versifikacija
Silabička i tonska versifikacija često se povezuju u sustav u kojem i broj slogova, ali i raspored naglasaka imaju jednako vrijednu ulogu.